# A harcos és a hercegnő
A harcos és a hercegnő (Der Krieger und die Kaiserin) egy 2000-ben készült német romantikus filmdráma. Írta és rendezte Tom Tykwer, (A lé meg a Lola) alkotója. Rendhagyó szerelmi történetében a sors és az életünket befolyásoló véletlenek sorozata a központi téma.
A helyszín Wuppertal, Németország. Sissi (Franka Potente) a Birkenhof Pszichiátriai Intézet zártosztályának bentlakó ápolónője, a betegek kedvence, ennek az elszigetelt, sajátos birodalomnak a "hercegnője". Bodo (Benno Fürmann) a külvilágtól elzárkózó, önmagával állandó belső küzdelmet vívó leszerelt katona, aki képtelen kontrollálni az érzelmeit. Sorsuk egy baleset során kapcsolódik össze. A "harcos" megmenti a "hercegnő" életét, és találkozásuk mindkettőjük életét végérvényesen megváltoztatja.
A film különös ismertetőjele a sajátos kamerahasználat és a szuggesztív képi világ. 2001-ben jelölést kapott az Európai Filmakadémiától Legjobb operatőr kategóriában.

## Cselekmény
|  | Alább a cselekmény részletei következnek! |

Sissi (Franka Potente) és Bodo (Benno Fürmann) első találkozása

A történet egy levél feladásával kezdődik, amiben Meike megkéri barátnőjét, Sissit, hogy vegyen fel egy ismeretlen tartalmú csomagot egy banki trezorból, amit nemrég elhunyt anyja hagyott rá. Sissi, aki ápolónőként dolgozik egy pszichiátriai intézetben, egy nap elindul, hogy teljesítse barátnője kérését, ám épp átkelne a zebrán, amikor elüti egy teherautó. A baleset közvetett okozója Bodo, az exkatona, aki egy sikertelen lopási kísérletet követően üldözői elől menekül. Menekülés közben felugrik egy teherautóra, elvonva ezzel a sofőr figyelmét, aki nekihajt egy, a zebrán átkelő gyalogosnak, Sissinek. A férfi továbbrohan, de végül visszatér a baleset helyszínére, ahol az ott veszteglő teherautó ideális búvóhelyet biztosít számára üldözői elől. Az autó alatt rátalál a lélegezni képtelen, rémült Sissire. Egy zsebkéssel gégemetszést hajt végre, megmentve ezzel a lány életét.
Sissi felépül sérüléseiből, de nem tudja elfelejteni a rejtélyes idegent, akinek az életét köszönheti. Tudni akarja, hogy találkozásuk csupán a véletlen műve, vagy Bodo az az ember, akiért érdemes megváltoztatnia az életét. Egy, az exkatona ingéről leszakított gomb, valamint egy intézetbeli beteg, a vak Otto segítségével sikerül Bodo nyomára akadnia, aki bátyjával, Walterral él egy külvárosi kunyhóban. Amilyen kitartóan próbál Sissi közel kerülni a férfihez, Bodo éppoly kitartóan utasítja vissza a lány közeledését. Még mindig kínozza ugyanis felesége öngyilkossága, aki egy heves vitájukat követően egy benzinkútnál felrobbantotta magát, míg Bodo a mosdóban volt. Ráadásul tervei vannak: bátyjával bankot rabolni készülnek, hogy Ausztráliában új életet kezdhessenek. Hiába taszítja el azonban magától a lányt, útjaik újra keresztezik egymást. Ugyanis éppen azt a bankot készülnek kirabolni, ahova Sissi újra elindul, hogy eleget tegyen végre Meike kérésének.
A rablási kísérlet azonban balul üt ki. Az egyik elkábított pénzszállító személy idejekorán magához tér, beindítja a riasztót, mire egy biztonsági őr a helyszínre lopakodik, és hason lövi Waltert. Ekkor bukkan fel Sissi, aki a felszólítás ellenére nem hagyta el az épületet. Most ő menti meg Bodo életét: rendhagyó módon lefegyverzi az őrt, és segít a testvérpárnak a menekülésben. Waltert kórházba viszik, Bodo pedig ideiglenesen a pszichiátriai intézetben talál menedéket. Mivel a biztonsági kamera felvételei alapján Sissi is gyanúsítottá válik, úgy dönt, hátrahagyja addigi életét, és felajánlja Bodonak, hogy tartson vele. Útjuk során Bodo is hátat fordít múltbeli traumáinak, egy szürreális jelenetben búcsút int múltbeli önmagának, így mindketten készen állnak rá, hogy együtt új életet kezdjenek.
|  | Itt a vége a cselekmény részletezésének! |

## Szereplők
| Karakter               | Színész              | Szinkronhang     |
| ---------------------- | -------------------- | ---------------- |
| Simone "Sissi" Schmidt | Franka Potente       | Orosz Helga      |
| Bodo Riemer            | Benno Fürmann        | Bartucz Attila   |
| Walter Riemer          | Joachim Król         | Koncz István     |
| Steini                 | Lars Rudolph         | Seszták Szabolcs |
| Otto                   | Melchior Beslon      | Janovics Sándor  |
| Werner Dürr            | Ludger Pistor        | Mikula Sándor    |
| Sigrun Molke           | Christa Fast         |                  |
| Zewil                  | Susanne Bredehöft    |                  |
| Paul                   | Gottfried Breitfuss  |                  |
| Bruno                  | Steffen Schult       |                  |
| Dieter                 | Rolf Dennemann       |                  |
| Ali                    | Ali Nejat-Nouei      |                  |
| Maria Blum nővér       | Sybille J. Schedwill | Kerekes Andrea   |
| Dr. Thomas Kupfer      | Peter Ender          | Rába Roland      |
| Corinna nővér          | Friederike Frerichs  | Némedi Mari      |
| Andrea nővér           | Stefanie Mühlhan     |                  |
| Sandra nővér           | Irma Schmitt         |                  |
| Marita nővér           | Sabina Riedel        |                  |
| Holger ápoló           | Max Urlacher         |                  |
| Markus ápoló           | Thomas Gimbel        |                  |
| Martin ápoló           | Alexander Wipprecht  |                  |
| Stefan ápoló           | Jan André Zinnschlag |                  |
| Meike                  | Natja Brunckhorst    |                  |
| Schmatt                | Jürgen Tarrach       | Szűcs Sándor     |
| Sissi anyja            | Marita Breuer        |                  |
| Biztonsági őr          | Jörg Reimers         | Bácskai János    |
| Biztonsági őr          | Armin Krug           | Beratin Gábor    |
| Rotzbalg               | Marcel Segmüller     | Kilényi Márk     |

Sissi a pszichiátriai klinika szülötte: anyja ápolónő volt az intézetben, apja a kezelt betegek egyike. Egész életét az intézet falai között töltötte. Ám békés, megszokott világa egyszerre szűk lesz számára, miután egy rejtélyes férfi megmenti az életét. Sissi karaktere maga a gyermeki ártatlanság. Álmodozó, halk hangon beszél, mozgása óvatos, mintha most tanulna járni. Franka Potente élete egyik legnehezebb feladatának nevezte ennek a naiv, gyermeki alaknak a megformálását, annak ellenére, hogy a szerep kifejezetten az ő számára íródott. A rendezővel karöltve ő maga is közreműködött Sissi karakterének megteremtésében, beszédstílusának, járásának, gesztusainak kialakításában.
Bodo egy kívül kemény, de belül törékeny és vívódó, melankolikus hős, aki számára felesége elvesztése óta a külvilág lényegtelenné válik. A társadalmi normák peremén él, minden mindegy módon, hanyagul bolyong az életben. Az egyetlen pont, ami még a valósághoz köti, bátyja, Walter, és közös tervük. De Walter halálával végleg elszakadni készül a világtól. A Bodót megformáló Benno Fürmann épp abban látta a kihívást, hogy olyan karaktert kell megformálnia, aki csak belül létezik, akinek folyamatosan küzdenie kell, hogy a felszínen tudjon maradni.

## Háttér

### Koncepció
A rendező A lé meg a Lolából már ismert témát helyezi újra a középpontba. Vajon életünket a véletlenek vagy a sors irányítja? Egy apró mozzanat által indukált eseménysor milyen hatással lehet az életünkre? Sissi balesetének körülményein keresztül jól nyomon követhető, hogyan eredményeznek jelentéktelennek tűnő apróságok sorsfordító döntéseket. A főszereplőket körülvevő mellékszereplők, háttértörténetek és események a történet folyamán elvesztik különállóságukat, és elnyerik végső helyüket a nagy kirakósjátékban.
Sissi és Bodo személyében két olyan ember találkozik, akik közül az egyik menekül valami elől, amit a másik meg akar találni, ahol az egyik nem ismeri a szerelmet, a másik el akarja felejteni, hogy valaha ismerte. A két különböző cél egy végzethez vezet, de hogy eljussanak idáig, mindkét szereplőnek túl kell lépnie saját világa határain. A történelmi vonatkozásúnak tűnő cím így nyeri el értelmét, mindketten hőssé válnak azzal, hogy legyőzik önmagukat.
A film erőteljes képi világa A lé meg a Lolát idézi, tempójában azonban annak ellentéte. A lé meg a Lola pörgős, klipszerű jeleneteihez képest A harcos és a hercegnő története lassú, gyakran elidőzik az arcokon, fürkészi a szereplők zárkózott tekintetét. Tom Tykwer a karakterekre építi a tempót és a zenét. Lola kirobbanó energiájával ellentétben Sissi zárkózott és visszafogott figurája lassú ritmust igényel.

### Zene
A zene rendkívül fontos szerepet játszik a filmben. Feladata, hogy kiemelje a főszereplők fejlődését, ugyanakkor bele kell hogy olvadjon a történet képi világába. Tom Tykwer rendezői és írói szerepe mellett zeneszerzőként is közreműködött Reinhold Heil és Johnny Kilmek mellett. Nem ez volt hármójuk első együttműködése, (Tom Tykwer két korábbi filmje, a Téli alvók és A lé meg a Lola zenéjét is ők szerezték) de ezúttal nevet is kapott a trió, Pale 3 néven jegyezték a film zenéjét. Közreműködőként csak énekesnőket szerződtettek, ezzel is kiemelve Sissi alakjának jelentőségét.
Reinhold Heil elmondása szerint a film zenei albumának készítése során nemcsak az volt a céljuk, hogy a számok visszaadják a film hangulatát, hanem az is, hogy megmutassák, másképpen is lehet albumot készíteni. Ezért vannak dalok, melyek a filmben nem is szerepelnek, ugyanakkor abból merítik a témájukat. A dalszövegek a film egyes kiragadott jeleneteire íródtak, továbbgondolva és értelmezve azokat. Az énekesnők egyedi módon dolgozták fel dalszövegeikben a film történetét, ki jobban, ki kevésbé ragaszkodva az eredetihez.
Album:
Dalok (2-7 sorszámú dalok nem szerepelnek a filmben):
- 1. You can't find peace – Pale 3 feat. Skin – 5:03
- 2. Escape (afraid of no one) – Pale 3 feat. Louise Rhodes – 4:21
- 3. Fly with me – Pale 3 feat. Franka Potente – 4:38
- 4. The tunnel – Pale 3 feat. Beth Hirsch – 5:25
- 5. Bodo – Pale 3 feat. Alison Goldfrapp – 4:19
- 6. Just another day – Pale 3 feat. 12 Rounds – 6:53
- 7. Four days – Pale 3 feat. Anita Lane – 5:10

Filmzene:
- 8. Opening (Sissi search) – 5:31
- 9. The letter – 5:52
- 10. Truck attack – 2:24
- 11. Straw – 4:39
- 12. Padded room – 3:15
- 13. The roof – 8:24
- 14. The escape – 2:44

### Helyszín
A film nagy részét Wuppertalban, Tom Tykwer szülővárosában forgatták. A rendező szerint meredek lejtőivel, zegzugos utcáival a város olyan, akár egy elvarázsolt birodalom, egy külön kis univerzum. Két hegy közé ékelődve tökéletes búvóhelyet és elszigeteltséget nyújt az ott élők számára. A híres Wuppertali függővasút több jelenetben is szerepel.
A Birkenhof Pszichiátriai Intézet helyszínéül a Wuppertallal szomszédos Remscheiderben található Tannenhof Intézet épülete szolgált. A zártosztály nem egy ellenséges, félelmetes világ, éppen ellenkezőleg. Sissi számára egy biztonságos hely, ahol ismerősen mozog, míg a mások által normálisnak nevezett világ idegen számára. A rendezőt éppen az intézetnek ez a hermetikus elszigeteltsége vonzotta, valamint az elmebetegeket és az épelméjűeket elválasztó képlékeny határvonal. Mikor Bodo belép ebbe a világba, már az elején nyilvánvalóvá válik, hogy különösebb megerőltetés nélkül a részévé tudna válni. Sissi pedig, mivel ott nőtt fel, ott szocializálódott, tökéletesen alkalmazkodott a belső normákhoz. Számára olyanok a betegek, mint egy nagy család, abszurd, heves érzelmi megnyilvánulásaik pedig a társas érintkezés természetes formái. Otto, a vak fiú, Sissi legközelebbi barátja magas szintű érzelmi intelligenciáról tesz tanúbizonyságot, mikor kimondja a kórházból hazatért lány lappangó érzelmeit:
Sissi: Visszajövök, mind itt vagytok, és félek, hogy mégis más lesz, mint volt.
Otto: Nem. Attól félsz, hogy minden ugyanolyan marad, mint volt.

## Kritikai áttekintés
Tom Tykwert A lé meg a Lola váratlan sikere kapcsán ismerte meg a filmes világ, így nem csoda, hogy a kritikák nagy része is ezt a filmet veszi alapul összehasonlításként. A tematika, a vizualitás és a zene alapján könnyen felismerhetők a rendező kézjegyei. Ezúttal azonban merőben más hangulatú és ritmusú filmet forgatott.
A harcos és a hercegnő egy tipikus Tom Tykwer film: olyan emberekről szól, akik számára a szerelem a megváltás. Potente és Fürmann élettel töltik meg a általuk megformált alakokat. (Spiegel Online)
A harcos és a hercegnő egy matematikai pontossággal felépített, metafizikai utalásokkal és vibráló képekkel teli tündérmese, de hiányzik belőle az érzelmi telítettség és az erkölcsi mondanivaló. (The New York Times)
Tykwer ebben a filmben is ugyanazokból a hatáselemekből építkezik, amelyek A lé meg a Lola alapját is képezték, de ezúttal ezek az elemek sokkal jobban beleolvadnak a történetbe, így a film nem kelti egy elnyújtott videóklip érzetét. Igazi illuzionista és a manipulatív média nagy mestere, akinek van elég bátorsága ahhoz, hogy filmjét az alapokig lecsupaszítsa. Szereplői éppoly stilizáltak, mint a történet, akik sokkal inkább korunk archetípusai, mint hús-vér karakterek. (CER)
A harcos és a hercegnő egy mesés szerkezetben előadott, közhelyekkel teli melodráma. A film vége érzelmi giccsbe fullad, végleg elidegenítve a nézőt a szereplőktől. (Filmvilág)
A harcos és a hercegnő egy lassan pergő film, aminek sok türelem kell a befogadásához. A lassú tempó jól igazodik az ábrázolt témához, a lassú lelki gyógyulási folyamathoz, és szerencsére „a szigorú struktúra és a szimbólumok végig ébren tartják a figyelmet.” (Mozinet)
A zenei motívum és a kamerakezelés az első fél órában kísértetiesen emlékeztet A lé meg a Lolára, de aztán szerencsére a film rátalál a saját hangjára és képi világára. Igazi karaktermozi rendkívül erős, drámai, a maga nemében majdhogynem emberfeletti képességgel rendelkező főszereplőkkel. (FilmSzene)